# Caminemos
Caminemos é uma telenovela mexicana, produzida pela Televisa e exibida em 1980 pelo El Canal de las Estrellas.

## Elenco
- Marga López ...  Aurora
- Enrique Lizalde ...  Ricardo
- Irma Lozano ...  Evelia
- Norma Lazareno ...  Adelina
- Jaime Garza ...  Julio
- Ana Silvia Garza ...  Gloria
- Carmen Delgado ...  Pily
- Lorena Rivero ...  Elsa
- Alejandro Guce ...  Arturo
- Andrés Ruíz Sandoval ...  Uriel
- Natasha Pueblita ...  Miriam
- Adriana Roel ...  Miriam
- Sonia Martínez ...  Tere
- Margot Wagner ...  Martha
- Héctor Cruz ...  Victor
- Álvaro Zermeño ...  Ernesto
- Noé Murayama ...  Andres
- Eduardo Liñán ...  Pedro
- Margarita Isabel ...  Dra. Monroy
- Guadalupe Noel ...  Tencha
- Delia Casanova ...  Violeta
- Agustin Lopez Zavala ...  Carlos
- Juan Verduzco ...  Bruno
- José Luis Moreno ...  José
- Eugenio Salas ...  Freddy
- Nelly Horsman ...  Benita
- Socorro Cancino ...  Joaquina
- Cristina Camino ...  Marcela